# Neil Fuller
Neil Fuller (* 1970), OAM, ist ein australischer Leichtathlet, der bei Paralympischen Spielen zahlreiche Medaillen gewann.

## Fußballkarriere
Ursprünglich war Fuller ein angehender Jungprofi im australischen Fußball und gehörte im Jahre 1987 der Auswahl South Australias bei den National Youth Soccer Championships an. Zwei Wochen nach dem Turnier wurde er bei einem Spiel in den letzten Minuten eingewechselt und wenig später unglücklich von einem Gegenspieler gefoult. Bei dieser Aktion brach sich Fuller  sowohl das Waden- als auch das Schienbein des rechten Beines. Die gesplitterten Knochen durchtrennten eine Arterie. In den folgenden drei Wochen unterzog er sich im Krankenhaus fünf Operationen, die jedoch keinen Erfolg zeigten. Schließlich musste der untere Teil des Beines amputiert werden.

## Weiterer Werdegang
Nach seinem Krankenhausaufenthalt erhielt er eine Unterschenkelprothese und begann, Leichtathletik zu trainieren. Innerhalb kürzester Zeit entwickelte er sich zu einem der besten Sprinter seines Landes. 1992 nahm er in Barcelona erstmals für Australien an den Sommer-Paralympics teil und trat dort unter der Klassifizierung Amputierte (T44) an. Er gewann eine Gold-, zwei Silber sowie eine Bronzemedaille.
In den 1990er Jahren war Fuller in seiner Klassifizierung der dominierende Sportler auf den Sprintstrecken und vermochte, zahlreiche Siege bei weiteren Paralympischen Spielen, aber auch bei Weltmeisterschaften zu erringen. Von 1994 bis 2002 partizipierte er an allen vom Internationalen Paralympischen Komitee ausgetragenen Weltmeisterschaften. Darüber hinaus nahm er 2001 an den Leichtathletik-Weltmeisterschaften der Behinderten der International Association of Athletics Federations in Edmonton teil.
Als Würdigung seiner Leistungen ernannte man Neil Fuller auf der Abschlussfeier Sommer-Paralympics von Sydney zum Fahnenträger der australischen Mannschaft.

## Auszeichnungen
Auf Grund seiner über einen langen Zeitraum vorgebrachten sehr guten sportlichen Leistung wurde Fuller im Laufe der Jahre mit verschiedenen Ehrungen bedacht:
- 1992: Order of Australia Medal[1]
- 1994: South Australian Young Achiever of the Year
- 1996: City of Salisbury Young Citizen of the Year
- 1997: Aufnahme in die Athletics South Australia Hall of Fame
- 1998: Männlicher Paralympionike des Jahres
- 2000: Australische Sportmedaille
- 2001: Excellence Award des Australian Institute of Sport
- 2002: Aufnahme in die vom Australian Institute of Sport erstellte Liste der 21 besten Athleten aller Zeiten

## Rekorde
- Weitsprung: 5,98 m (29. August 1997, Duderstadt), Weltrekord
- 100 Meter: 11,42 s (31. August 1997, Duderstadt), aktueller australischer Rekord
- 800 Meter: 2:14,44 min (28. Mai 1998, San Diego), Weltrekord, aktueller australischer Rekord
- 400 Meter: 51,89 s (30. Oktober 1999, Sydney), Weltrekord, aktueller australischer Rekord
- 4 × 100 Meter: 43,56 s (24. März 2000, Sydney), Weltrekord
- 4 × 400 Meter: 3:32,44 min (24. Oktober 2000, Sydney), Weltrekord
- 200 Meter: 22,78 s (25. Oktober 2000, Sydney), aktueller australischer Rekord